# Ivo Friščić
Ivo Friščić (Veliko Korenovo kod Bjelovara 8. prosinca 1937. – Zagreb, 11. prosinca 1993.), hrvatski slikar i likovni umjetnik.

## Životopis
Godine 1951. završava osnovnu školu u Bjelovaru i upisuje Brodograđevinsku školu u Rijeci, koju ubrzo napušta. Nastavlja školovanje 1952. na Učiteljskoj školi u Križevcima. Počinje slikati uljanim bojama, surađuje u časopisu Polet koji izlazi u Zagrebu. 1954. godine priređuje svoju prvu samostalnu izložbu u Domu JNA u Bjelovaru. Tri godine nakon završava Učiteljsku školu u Križevcima. Iste godine polaže prijemni ispit na Akademiji likovnih umjetnosti u Zagrebu, ali zbog materijalnih razloga napušta studij i zapošljava se kao nastavnik crtanja u Križevcima. Godine 1961. nastavlja ponovno studij slikarstva u Zagrebu. Na slikarskom odjelu ALU diplomira 1965., i upisuje specijalni studij grafike kod M. Detonija i A. Kinerta. Djelovao je kao suradnik K. Hegedušića na Majstorskoj radionici,. 1978. godine postaje docent na Akademiji likovnih umjetnosti u Zagrebu, iste godine dobiva nagradu za grafiku na X. zagrebačkoj izložbi jugoslavenske grafike u Zagrebu, te sudjeluje na 39. biennalu u Veneciji.  Ivo Friščić umro je 11. prosinca 1993. godine u Zagrebu.

## Umjetnički izražaj/Stil
Friščić se već u početku priklanja nadrealizmu i svijetu mašte, ali se okušao i u ekspresionizmu, lirskoj apstrakciji, geometrijskoj apstrakciji, hiperrealizmu i dekorativnom oranamentalizmu. Majstorski dočarava iluziju objekata, simboliku koja se kompleksno krije, ali na slikarski perfekcionistički način i s vrlo promišljenim kompozicijama. Radio je uglavnom cikluse poput Eko-flores, Hortus Conclusus, Gordana i dr.
Osim slikarstva bavio se grafikom i likovnim uređenjem knjiga. Priredio je četrdesetak samostalnih i sudjelovao je na više od stopedeset grupnih izložbi u zemlji i inozemstvu. Dobitnik je brojnih domaćih i međunarodnih nagrada i priznanja za slikarstvo i grafiku.

## Izložbe

### Samostalne izložbe
- 1970. Bjelovar, Gradski muzej
- 1972. Beograd, Galerija Kolarčevog narodnog univerziteta[3]

### Skupne izložbe
- Zagreb Izložbe ULUH-a, Zagrebačkog salona, Salona mladih, Atelierski susreti Majstorskih radionica), Split, Osijek, Vinkovci, Sisak, Krapina, Grožnjan,
- Beograd, Banja Luka, Sombor, Tuzla, Čile[3]

## Nagrade
- 1969. Nagrada za slikarstvo, II. Salon mladih, Zagreb
- 1971. Nagrada za slikarstvo VI. Bienale mladih, Rijeka
- 1971. Nagrada SKOJ-a za slikarstvo, IV. Salon mladih, Zagreb[3]

## Vanjske poveznice
- Ivo Friščić  Arhivirana inačica izvorne stranice od 9. ožujka 2014. (Wayback Machine)